# Mistrzostwa Świata w Piłce Nożnej 1970 (eliminacje strefy CAF)
W kwalifikacjach do Mistrzostw Świata w Piłce Nożnej 1970 w strefie CAF wzięło udział 11 reprezentacji narodowych.

## Zasady eliminacji
W pierwszej rundzie 10 drużyn zostało podzielonych na pięć par, które rozegrały ze sobą mecz i rewanż. Reprezentacja Ghany otrzymała wolny los. Sześć drużyn w drugiej rundzie zostało ponownie podzielonych na pary, których zwycięzcy awansowali do grupy finałowej. W grupie finałowej trzy drużyny rozgrywały między sobą mecz i rewanż. Zwycięzca turnieju otrzymał awans na Mistrzostwa Świata

## Przebieg eliminacji

### Runda 1
| Drużyna 1                            | Wynik dwumeczu | Drużyna 2 | Pierwszy mecz | Drugi mecz |
| ------------------------------------ | -------------- | --------- | ------------- | ---------- |
| Zambia                               | 6:6            | Sudan     | 4:2           | 2:4 (dog.) |
| Maroko                               | 2:2            | Senegal   | 1:0           | 1:2        |
| Algieria                             | 1:2            | Tunezja   | 1:2           | 0:0        |
| Nigeria                              | 4:3            | Kamerun   | 1:1           | 3:2        |
| Libia                                | 3:5            | Etiopia   | 2:0           | 1:5        |
| Po lewej gospodarz pierwszego meczu. |                |           |               |            |

1. ↑  Awans po meczu dodatkowym.

| 27 października 1968 | Zambia · Emment Kapengwe 14', 56' · Sundie Kaposa 58' · Dickson Makwaza 83' | 4:21:2raport | Sudan · 26', 30' Abubakr Osman | Dag Hammarskjöld Stadium, Ndola Widzów: 11 714 Sędzia: Dane Mutombo |
|                      |                                                                             |              |                                |                                                                     |

| 8 listopada 1968 | Sudan · Abdel Kafi El-Sheikh 38' · Gagdoul 76', 81' · Santo 114' | 4:2 (dog.)3:1, 1:1raport | Zambia · 22' Godfrey Chitalu · 96' Emment Kapengwe | Al Hilal, Chartum Widzów: 17 083 Sędzia: Aly Hussein Kandil |
|                  |                                                                  |                          |                                                    |                                                             |

Wynik dwumeczu: 6:6, Awans:  Sudan
| 3 listopada 1968 | Maroko · Boujamaa Benkhrif | 1:00:0raport | Senegal | Stade d’Honneur, Casablanca Widzów: 7924 Sędzia: Jose Maria Ortiz de Mendibil |
|                  |                            |              |         |                                                                               |

| 5 stycznia 1969 | Senegal · Emile Pierre Dieme · Abdoulaye Mokhtar Diop | 2:1raport | Maroko · Hassan Akesbi | Stade Demba Diop, Dakar Widzów: 11 487 Sędzia: Mamadou Mabel Ba Diarra |
|                 |                                                       |           |                        |                                                                        |

Wynik dwumeczu: 2:2, rozegrano mecz dodatkowy.
Mecz dodatkowy
| 13 lutego 1969 | Senegal · Driss Bamouss · Cherrkaoui Hafnaoui | 2:00:0raport | Maroko                              | Estadio Union Deportivo, Las Palmas Widzów: 2582 Sędzia: Gaspar Pintado Viu |
|                |                                               |              | kartki: · 88' Amadou Moustafa Dieng |                                                                             |

Awans:  Senegal, po meczu dodatkowym
| 17 listopada 1968 | Algieria · Boualem Anirouche 29' | 1:21:0raport | Tunezja · 72', 80' Ezzedine Chakroun | Stadion 20 Sierpnia 1955, Algier Widzów: 13 419 Sędzia: Roger Barde |
|                   |                                  |              |                                      |                                                                     |

| 29 grudnia 1968 | Tunezja | 0:0raport | Algieria | Stade El Menzah, Tunis Widzów: 36 814 Sędzia: Fabio Monti |
|                 |         |           |          |                                                           |

Wynik dwumeczu: 2:1, Awans:  Tunezja
| 7 grudnia 1968 | Nigeria · Peter Aghoghovbia 47' | 1:10:0raport | Kamerun · 69' Norbert Owona | City Stadium, Lagos Widzów: 7201 Sędzia: Philip Robinson |
|                |                                 |              |                             |                                                          |

| 22 grudnia 1968 | Kamerun · David Ayo · Diendonne Bassanguen | 2:31:2raport | Nigeria · Augustine Ofuokwu · Peter Anieke · Muyiwa Oshode | Stade Akwa, Douala Widzów: 6988 Sędzia: Angaud Joseph Blanchard |
|                 |                                            |              |                                                            |                                                                 |

Wynik dwumeczu: 3:4, Awans:  Nigeria
| 26 stycznia 1969 | Libia · Jahani Mahamoud 22' · Koussa Mohamed 49' | 2:01:0raport | Etiopia                  | Stadion 11 Czerwca, Trypolis Widzów: 5687 Sędzia: Mohamed Diab El-Attar |
|                  | kartki: · Mohamed Abdessalam                     |              | kartki: · Abdo Getatchew |                                                                         |

| 9 lutego 1969 | Etiopia · Emmanuel Feseha · Zerga Geremew · Asmeron Germa | 5:12:1raport | Libia · Souid Ahmed | Haile Selassie, Addis Abeba Widzów: 6759 Sędzia: Achmed El Kholy |
|               |                                                           |              |                     |                                                                  |

Wynik dwumeczu: 5:3, Awans:  Etiopia

### Runda 2
| Drużyna 1                            | Wynik dwumeczu | Drużyna 2 | Pierwszy mecz | Drugi mecz |
| ------------------------------------ | -------------- | --------- | ------------- | ---------- |
| Tunezja                              | 0:0            | Maroko    | 0:0           | 0:0 (dog.) |
| Etiopia                              | 2:4            | Sudan     | 1:1           | 1:3        |
| Nigeria                              | 3:2            | Ghana     | 2:1           | 1:1        |
| Po lewej gospodarz pierwszego meczu. |                |           |               |            |

1. ↑  Rozegrano mecz dodatkowy, który zakończył się remisem. Awans po losowaniu.

| 27 kwietnia 1969 | Tunezja | 0:0raport | Maroko | Stade El Menzah, Tunis Widzów: 26 706 Sędzia: Michel Kitabdjian |
|                  |         |           |        |                                                                 |

| 18 maja 1969 | Maroko | 0:0 (dog.)raport | Tunezja | Stade d’Honneur, Casablanca Widzów: 9781 Sędzia: Juan Gardeazabal |
|              |        |                  |         |                                                                   |

Wynik dwumeczu: 0:0, rozegrano mecz dodatkowy.
Mecz dodatkowy
| 13 czerwca 1969 | Tunezja · Moulay Idriss Khanoussi 27' · Mohamed Houmane Jarir 53' | 2:2 (dog.)2:2; 1:1raport | Maroko · 3' Tahar Chaibi · 87' Abdesselem Cheman | Municipal, Marsylia Widzów: 4185 Sędzia: Michel Kitabdjian |
|                 |                                                                   |                          | kartki: · Abdesselem Cheman · Moasen Habacha     |                                                            |

Awans:  Maroko po losowaniu.
| 4 maja 1969 | Etiopia · Worku Mengestu 50' | 1:10:1raport | Sudan · 39' Ismail Bakeit | Haile Selassie, Addis Abeba Widzów: 9015 Sędzia: Mohamed Touati |
|             |                              |              |                           |                                                                 |

| 11 maja 1969 | Sudan · Ahmed Bushara Wahba 20' · Gad Ella Khei El-See 60' · Abdel Fadil Wahab 80' | 3:11:0raport | Etiopia · 65' Kebede Asfaw | Al Hilal, Chartum Widzów: 22 373 Sędzia: Aly Hussein Kandil |
|              |                                                                                    |              |                            |                                                             |

Wynik dwumeczu: 4:2, Awans:  Sudan.
| 10 maja 1969 | Nigeria · Sebastian Broderick 62' · Olumuyiwa Oshode 64' | 2:10:1raport | Ghana · 18' Abekah Ankrah | Liberty, Ibadan Widzów: 25 118 Sędzia: Youssou N'Daiye |
|              |                                                          |              |                           |                                                        |

| 18 maja 1969 | Ghana · Emmanuel Ola 41' | 1:1raport | Nigeria · 19' Samuel Garba                                                       | Accra Sports Stadium, Akra Widzów: 22 386 Sędzia: Fiedro Cy Nahonnov |
|              |                          |           | kartki: · Peter Anieke · Sebastian Broderick · Anthony Igwe · 90' Mohammed Lawal |                                                                      |

Wynik dwumeczu: 2:3, Awans:  Nigeria.

### Runda finałowa
| LP | Drużyna | Pkt | M | W | R | P | G+ | G– | +/− |
| -- | ------- | --- | - | - | - | - | -- | -- | --- |
| 1  | Maroko  | 5   | 4 | 2 | 1 | 1 | 5  | 3  | +2  |
| 2  | Nigeria | 4   | 4 | 1 | 2 | 1 | 8  | 7  | +1  |
| 3  | Sudan   | 3   | 4 | 0 | 3 | 1 | 5  | 8  | −3  |

| 13 września 1969 | Nigeria · Garba Okoye 7', 30' | 2:2raport | Sudan · 14' Nasr Abas El-Din · 17' Gad Ella Khei El-Seed | Liberty, Ibadan Widzów: 20 651 Sędzia: Durabah Mohandi |
|                  |                               |           |                                                          |                                                        |

| 21 września 1969 | Maroko · Mohamed El-Filali 50' · Mohamed Ahmed Faras 62' | 2:10:0raport | Nigeria · 53' Mohammed Lawal | Stade d’Honneur, Casablanca Widzów: 3600 Sędzia: Roger Mâchin |
|                  |                                                          |              |                              |                                                               |

| 3 października 1969 | Sudan · Nasr Abas El-Din 33' · Awad Nasr Musa 70' · Ahmed Bushara Wahba 84' | 3:31:0raport | Nigeria · 49' Garba Okoye · 55' Sunday Ineh · 72' Samuel Opone | Al Hilal, Chartum Widzów: 26 502 Sędzia: Aurelio Argonese |
|                     |                                                                             |              |                                                                |                                                           |

| 10 października 1969 | Sudan | 0:0raport | Maroko | Al Hilal, Chartum Widzów: 18 020 Sędzia: Aly Hussein Kandil |
|                      |       |           |        |                                                             |

| 26 października 1969 | Maroko · Mohamed El-Filali 41' · Mohamed Houmane Jarir 76', 86' | 3:01:0raport | Sudan | Stade d’Honneur, Casablanca Widzów: 19 600 Sędzia: George Lamptey |
|                      |                                                                 |              |       |                                                                   |

| 8 listopada 1969 | Nigeria · Mohammed Lawal 67' (k) · Garba Okoye 82' | 2:00:0raport | Maroko | Liberty, Ibadan Widzów: 11 156 Sędzia: Seyoum Tarekegn |
|                  | kartki: · Mohammed Lawal · Augustine Ofuokwu       |              |        |                                                        |